# Loxura kangeanus
Loxura kangeanus är en fjärilsart som beskrevs av Kalis 1933. Loxura kangeanus ingår i släktet Loxura och familjen juvelvingar. Inga underarter finns listade i Catalogue of Life.